# Федотов, Александр Александрович (актёр)
Алекса́ндр Алекса́ндрович Федо́тов (1863 или 1864, Москва — 8 [21] февраля 1909, Москва) — русский актёр, режиссёр Малого театра, театральный педагог; сын  Гликерии Николаевны Федотовой.

## Биография
Родился в Москве (в 1863 или 1864 году в театральной семье, отец — актёр, режиссёр и драматург Александр Филиппович Федотов, мать — выдающаяся русская актриса, заслуженная артистка Императорских театров Гликерия Николаевна Федотова.
Учился в гимназии Поливанова и на историко-филологическом факультете Московского университета, который окончил в 1886 году кандидатом. Федотов недолго служил при прокуроре Московской судебной палаты Н. В. Муравьеве, а затем секретарём в Московском губернском правлении.
Любовь к театру проявилась у Федотова уже в гимназические годы; он принимал активное участие в представлениях «Шекспировского кружка», руководимого Л. И. Поливановым и С. А. Юрьевым. Затем успешно выступал (под псевдонимом Филиппов) в спектаклях Общества Искусства и Литературы, руководимого К. С. Станиславским в ролях Лепорелло («Каменный гость» А. С. Пушкина), Карандышев («Бесприданница» А. Н. Островского), Фома Опискин («Фома» по повести Ф. М. Достоевского «Село Степанчиково и его обитатели») и других.
В июле 1893 года A. А. Федотов покинул служебную карьеру и поступил в труппу Московского Малого театра, где состоял до дня своей смерти. Дебютировав в роли Андрея Белугина («Женитьба Белугина» А. Н. Островского и Н. Я. Соловьёва), Федотов исполнял преимущественно характерные роли: Дулебов («Таланты и поклонники» А. Н. Островского), Милонов («Лес» А. Н. Островского), Никита («Власть тьмы» Л. Н. Толстого), Городулин («На всякого мудреца довольно простоты» А. Н. Островского), Репетилов («Горе от ума» А. С. Грибоедова), Добчинский («Ревизор» Н. В. Гоголя), Яков («Плоды просвещения» Л. Н. Толстого) и другие.
С 1900 года Федотов был определён в должности очередного режиссёра Малого театра и с 1905 года включён в состав режиссёрского совета. Как режиссёр, Федотов поставил в Малом театре «Выгодное предприятие» А. А. Потехина (1900), «Погоня за наслаждением» Э. А. Бутти (1901), «Сердце не камень» А. Н. Островского (1902), «Женская логика» («Мисс Гоббс») Дж. К. Джерома (1902), «Не было ни гроша, да вдруг алтын» А. Н. Островского (1903), «Сын Жибуайе» Э. Ожье (1903), «Одинокой тропой» А. Шницлера (1904), «Поросль» Р. М. Хин (1905), «Молодёжь» М. Дрейера (1906), «Борьба за престол» Г. Ибсена (1906), «Хозяйка в доме» А. Пинеро (1907), «В борьбе за мужчину» К. Фибиг (1908) и другие.
Федотов так же пользовался известностью, как опытный преподаватель драматического искусства в Музыкально-драматическом училище Московского филармонического общества и на Драматических курсах Московского театрального училища (1904-09).
С 29 ноября 1903 года состоял действительным членом Общества любителей российской словесности; с 11 ноября 1904 года до своей смерти был казначеем Общества. Как искусный лектор, много раз выступал на публичных собраниях Общества с чтением произведений русской литературы.
Умер 8 (21) февраля 1909 года в Москве. Похоронен на Ваганьковском кладбище (уч. 12).